# Mesembrinormia pertyi
Mesembrinormia pertyi là một loài ruồi trong họ Tachinidae.